# Cactus euchlorus
Cactus euchlorus là một loài thực vật có hoa trong họ Cactaceae. Loài này được (Ehrenb.) Kuntze mô tả khoa học đầu tiên năm 1891.